# Psychostick
Psychostick ist eine US-amerikanische Comedy-Metal-Band aus Phoenix, Arizona.

## Geschichte
Nachdem Joshua Key in den 1990er Jahren in diversen Bands in Texas gespielt hatte, zog er zusammen mit Rob "Rawrb" Kersey nach Phoenix (Arizona). Dort lernten die beiden Alex Preiss (Schlagzeug) und den Bassisten Hunter Alexander kennen. Zusammen gründeten sie Psychostick im August 2000. Nur einen Monat später erschien das erste Demo Don’t Bitch, It’s Free. Am Valentinstag 2001 folgte der erste Auftritt der Gruppe. Im August 2001 erschien das zweite Demo Die… A Lot!.
Dezember 2001 stieg Hunter aus und wurde durch Mike Hawkizzard ersetzt. Im Mai 2002 erschien das selbstfinanzierte Debütalbum We Couldn’t Think of a Title. 2005 wurde das Lied Beer! auf der Radiostation SquiZZ XM gespielt und wurde für sieben Wochen auf Platz 1 der Hörercharts gewählt. Anschließend verbreitete sich der Flash-Film von Beer! über Ebaumsworld.com und Collegehumor.com. Rock Ridge Records wurde auf die Gruppe aufmerksam und veröffentlichte das Debütalbum erneut. Dort erschien auch das zweite Album The Flesh Eating Rollerskate Holiday Joyride. 2007 veränderte sich das Line-up erneut. 2009 erschien das Album Sandwich mit Jimmy Changa am Bass und mit dem neuen Gitarristen Jakermeister.

## Musikstil
Psychostick sind eine Hardcore-Punk-Band in der Tradition von Gang Green und The Spudmonsters, die vor allem auf humoristische Texte und ausgefallene Livepräsenz wertlegt. Auch die Gestaltung ihrer Tonträger weist auf den Fun-Metal-Aspekt ihrer Musik hin. So ist auf der Rückseite des Debütalbums eine Checkliste zu sehen, bei der lediglich das Item „Think of album title“ nicht angekreuzt ist.

## Bandmitglieder

Psychostick, live auf dem With Full Force 2018
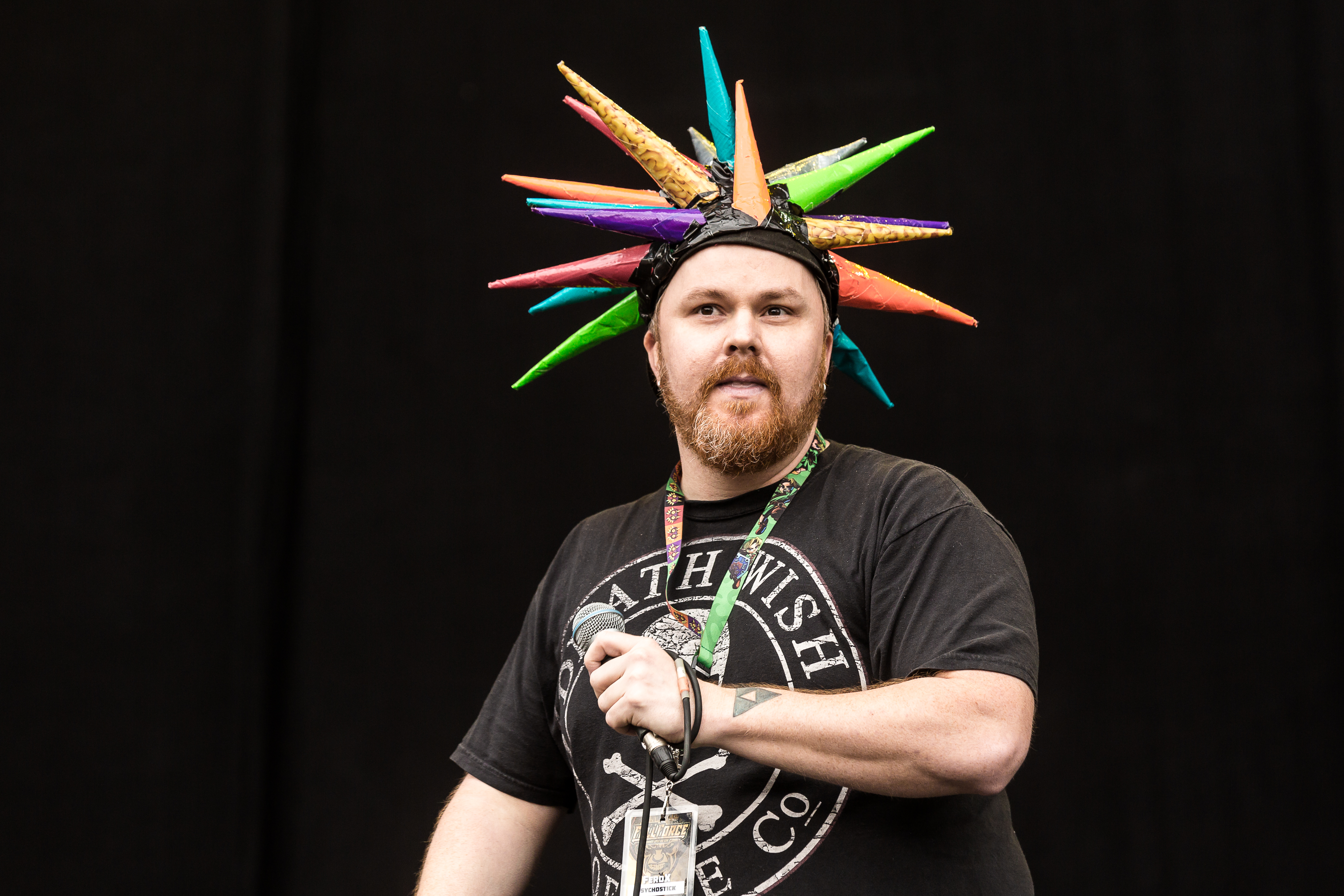
Sänger Rob Kersey
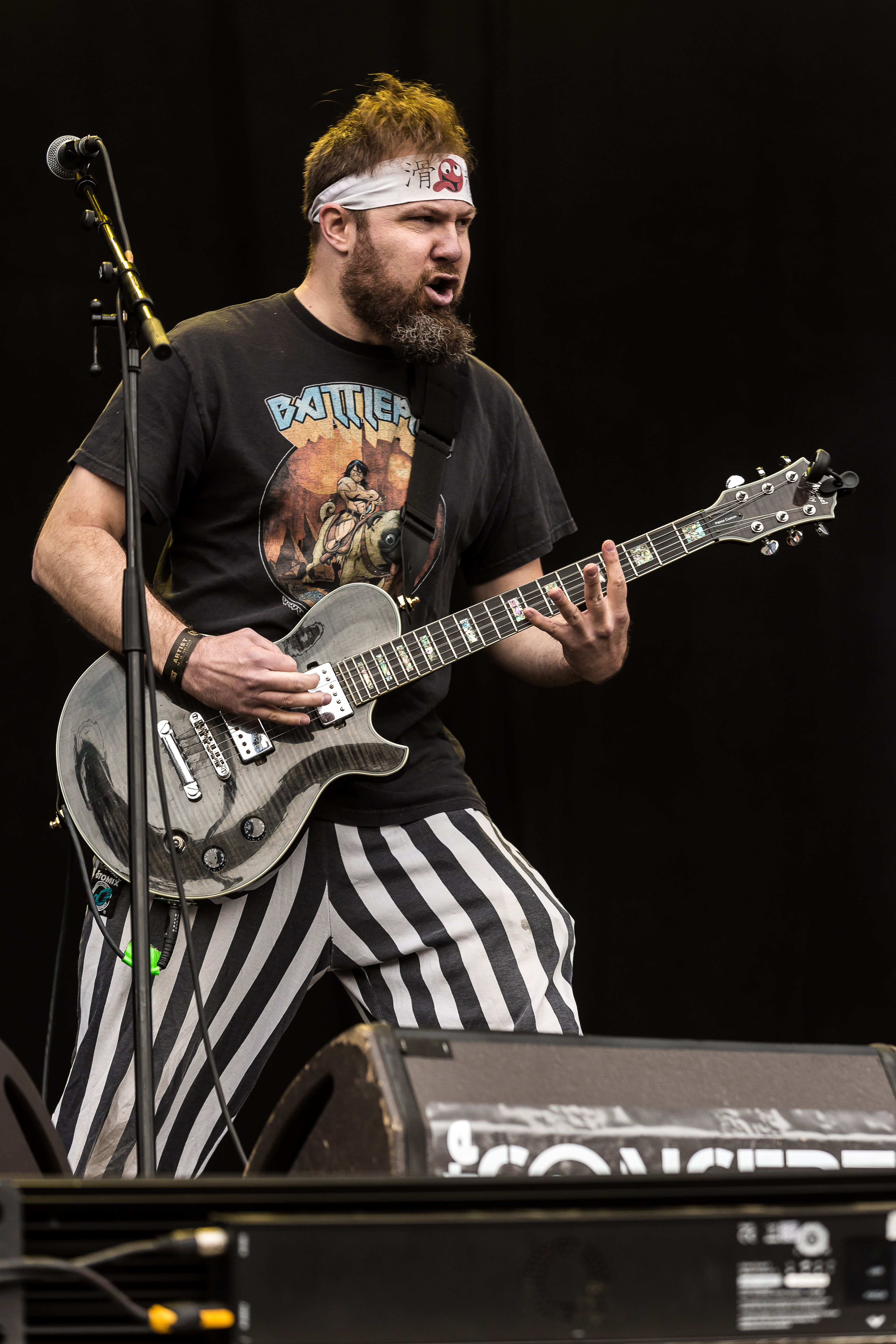
Gitarrist Josh Key
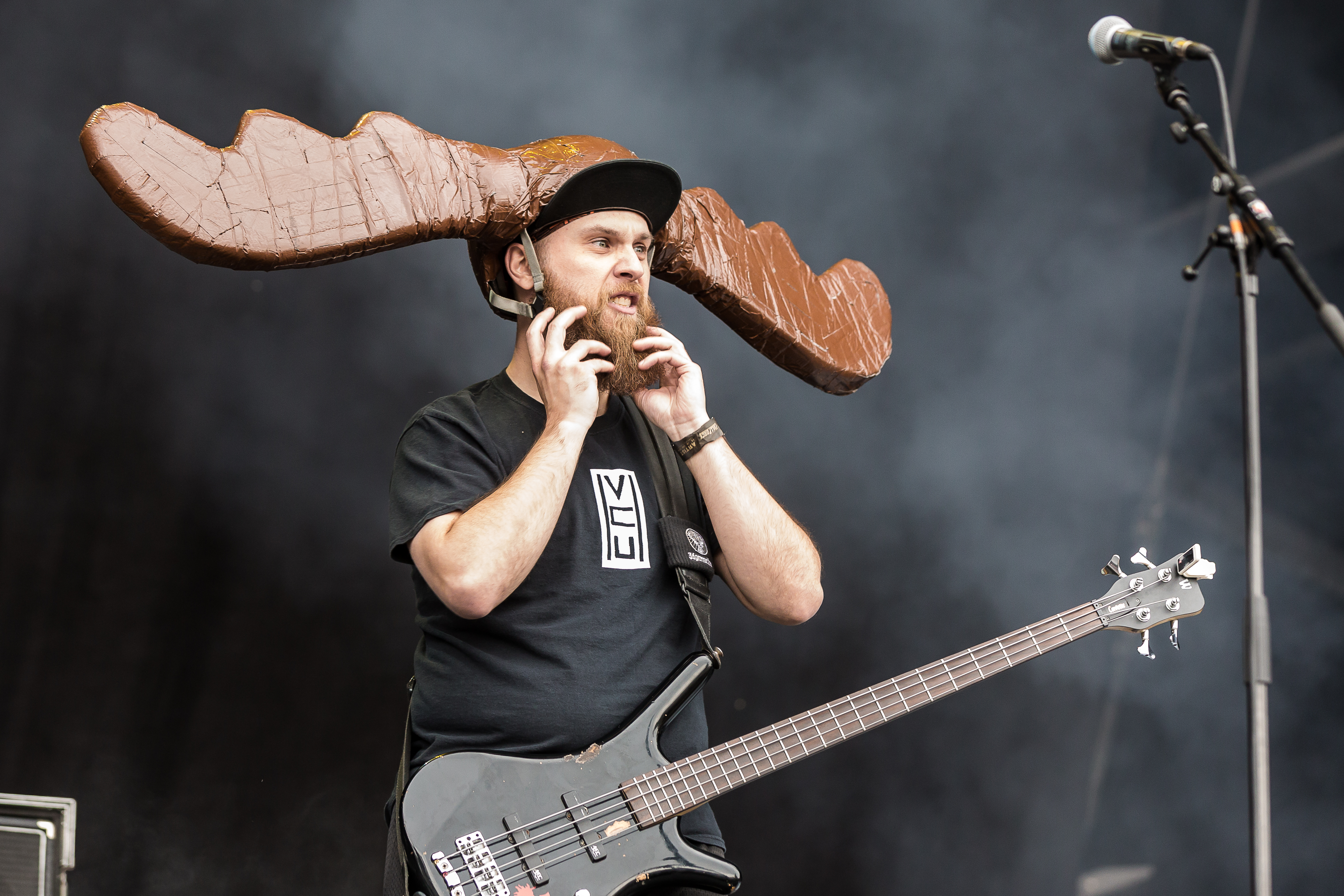
Bassist Matty J Rzemyk
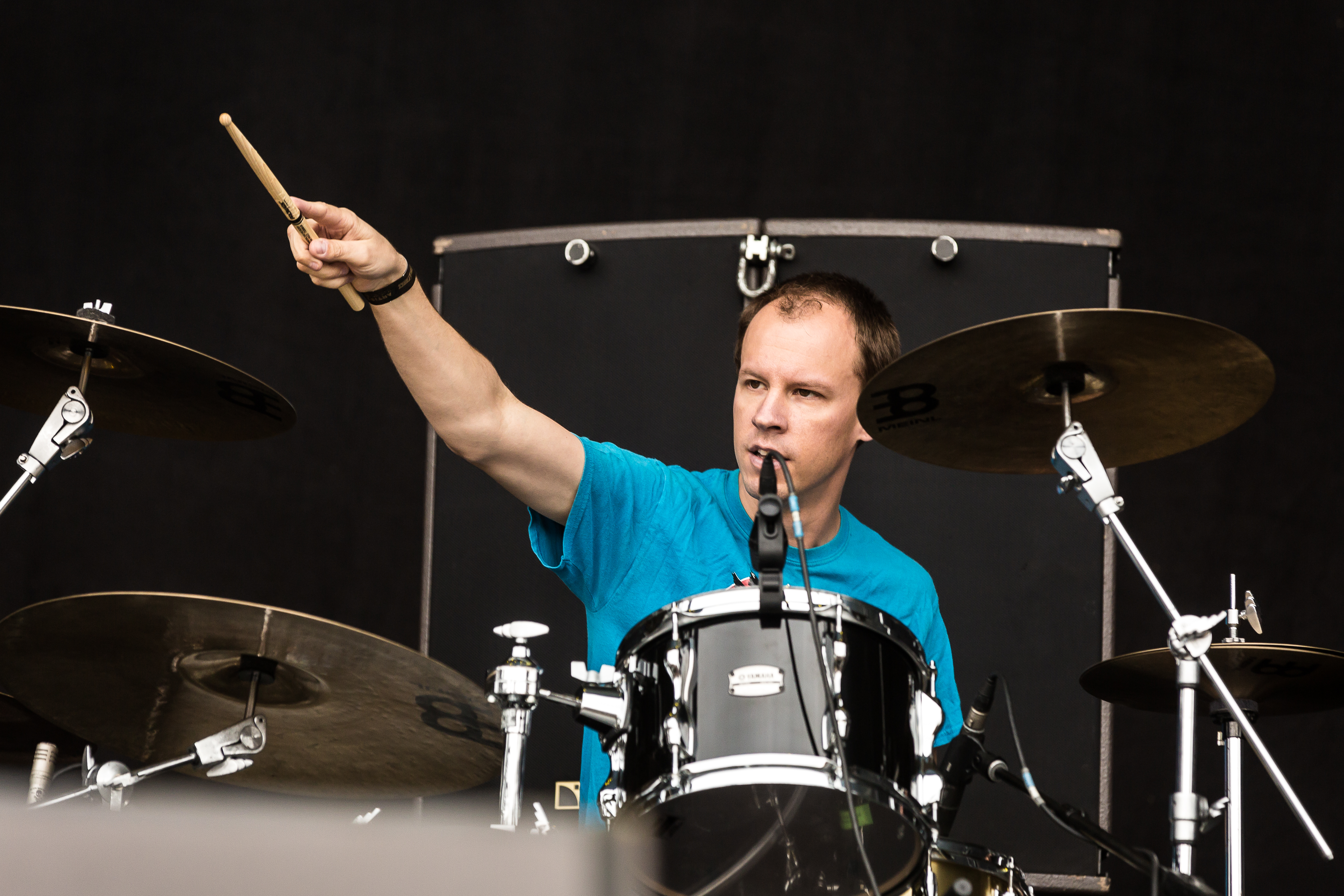
Schlagzeuger Alex Dontre

## Diskografie
- Don’t Bitch, It’s Free! (2000, Demo)
- Die… A Lot! (2001, Demo)
- Your Mother, Bitch! (2002, Demo)
- We Couldn’t Think of a Title (2003 als Eigenveröffentlichung, 2006 über Rock Ridge Music)
- The Flesh Eating Rollerskate Holiday Joyride (2007)
- Sandwich (2009)
- Space Vampires VS Zombie Dinosaurs in 3D (2011)
- IV Revenge of the Vengeance (2014)
- Do (2018)
- ... and Stuff (2022)